# Cerkiew św. Andrzeja w Zielenogradsku
Cerkiew pod wezwaniem św. Andrzeja – prawosławna cerkiew parafialna w Zielenogradsku, w dekanacie nadmorskim eparchii kaliningradzkiej Rosyjskiego Kościoła Prawosławnego.

## Położenie
Cerkiew znajduje się przy ulicy Moskiewskiej.

## Historia
Dawna kaplica katolicka pod wezwaniem św. Andrzeja, zbudowana w latach 1903–1904 według projektu architekta Laufera z Królewca. Początkowo była to kaplica dojazdowa, obsługiwana przez duchowieństwo z Królewca. W 1936 r. przy świątyni utworzono parafię.
W 1989 r. obiekt został przekazany prawosławnym. Poświęcenia – bez zmiany patrona – dokonał 14 stycznia 1991 r. arcybiskup smoleński i kaliningradzki Cyryl.
Decyzją władz obwodu królewieckiego z 23 marca 2007 r., cerkiew otrzymała status zabytku kulturowego o znaczeniu lokalnym.

## Architektura
Budowla murowana, w stylu neogotyckim, o powierzchni 12 × 9 m. Wieża znajduje się od strony północnej, wejście i zakrystia – od zachodniej, prezbiterium – od południowej. Wnętrze początkowo zdobiły freski. Na posesji cerkiewnej zgromadzono 7 dzwonów.